# Fairuza Balk
Fairuza Alejandra Balk (Point Reyes, Califórnia, 21 de maio de 1974) é uma atriz norte-americana. Ela é mais conhecida pelo seu papel no filme The Craft, de 1996. E, mais de dez anos antes, em 1985 pelo filme Return to Oz, da Walt Disney.

## Infância
Quando Ru (seu apelido) nasceu, seu pai viu os belos olhos azuis de sua filha e exclamou "Fairuza!", que significa "turquesa" em língua persa. Fairuza Alejandra Feldthouse nasceu em 21 de maio de 1974 e atende pelo sobrenome de sua mãe, Cathryn Balk.
Sua mãe era dançarina do ventre, e descendente de alemães, e seu pai, Solomon Feldthouse (conhecido como Sulyman), músico. Fairuza nasceu na Califórnia.

## Estrela infantil
Seus pais separaram-se logo em seguida e ela passou a viver com sua mãe, tornando-se viajantes. Fairuza cresceu no norte de São Francisco, Califórnia, em um rancho comunitário. Depois, sua mãe foi trabalhar em Vancouver, quando Ru tinha 9 anos de idade.Aos 11 anos, eles foram para Londres, onde ela estudou em renomadas escolas de balé e teatro. Foi quando trabalhou para a Walt Disney, tendo sido escolhida entre 1200 meninas para interpretar Dorothy, no filme Return to Oz (1985). Este não foi seu primeiro papel (que foi um filme para TV chamado The Best Christmas Pageant Ever feito em 1983), mas o primeiro a se destacar como atriz.
Este trabalho levou a outros, e em 1988 ela foi para Paris onde continuou como atriz. Em 1989 voltou para Vancouver, onde cursou o Ensino secundário (Ensino médio no Brasil).

## Atriz famosa
Entretanto, passou a estudar por correspondência e voltou para Hollywood, onde foi crescendo como atriz. Em 1992 ela recebeu o Independent Spirit Award como melhor atriz no filme Gas Food Lodging.
Alguns anos depois ela aparece no filme The Craft, onde sua personagem integra um coven adolescente acompanhada por personagens interpretados por Neve Campbell, Rachel True e Robin Tunney. Curiosamente, Fairuza estudou wicca na vida real e era sócia de uma loja chamada Panpipes Magickal Marketplace dedicada a esta religião. Ela vendeu sua parte nessa loja e não tem mais relações com ela.
Ela teve uma performance como uma neo-nazista em American History X (1998) e desde 2000 ela apareceu em vários filmes. Também emprestou a voz para animações e videogames como Grand Theft Auto: Vice City.

## Vida particular
Fairuza vive em Venice, California, e possui um apartamento em New York City. Além de sua carreira, ela escreve poesia e ficção, toca guitarra, canta, e dança.

## Filmografia
- The Best Christmas Pageant Ever (1983,TV)...Beth Bradley
- Deceptions (1985,TV)... Penny Roberts
- Return to Oz (1985)...Dorothy
- The Walt Disney Comedy and Magic Review (1985, video)
- The Worst Witch (1986, TV)
- Discovery (1986)...Molly
- Poor Little Rich Girl: The Barbara Hutton Story (1987,TV)... Barbara Hutton com 12 anos
- The Outside Chance of Maximilian Glick (1988)...Celia Brzjinski
- Valmont (1989)...Cecile
- Deadly Intentions....Again (1991, TV)...Stacey
- Gas Food Lodging (1992)...Shade
- Shame (1992, TV)...Lizzie Curtis
- The Danger of Love: The Carolyn Warmus Story (1992,TV)... Lisa
- Murder in the Heartland (1993, TV)...Caril Ann Fugate
- Imaginary Crimes (1994)...Sonya Weiler
- Tollbooth (1994)...Doris
- Things to Do in Denver When You're Dead (1995)...Lucinda
- Shadow of a Doubt (1995, TV)...Angel Harwell
- The Craft (1996)...Nancy Downs
- The Island of Dr. Moreau (1996)...Aissa
- The Maker (1997)...Bella Sotto
- American Perfekt (1997)...Alice Tomas
- There's no Fish Food in Heaven (1998)...Mona
- American History X (1998)...Stacey
- The Waterboy (1998)...Vicki Vallencourt
- The Sopranos (seriado de TV) Episódio Army of One (2001)...Agente do FBI Deborah Ciccerone/Danielle[4]
- Family Guy (desenho animado, três episódios entre 1999-2001):
  1. Episódio And the Wiener Is... (2001) (voz)...Connie
  2. Episódio Let's Go to the Hop (2000) (voz)...Connie
  3. Episódio Peter, Peter, Caviar Eater (1999) (voz)...Connie DiMico
- Red Letters (2000)...Gretchen Van Buren
- Almost Famous (Filme) (2000)...Sapphire
- Moby: Play - DVD (2001) (Voz) (não creditada)... Moby's Love
- Personal Velocity (2002)... Paula
- Deuces Wild (2002)...Annie
- Grand Theft Auto: Vice City (2002 videogame) (voz)...Mercedes Cortez
- Lords of Everquest (2003 videogame) (voz)... Lady T'Lak
- "Liga da Justiça" (desenho animado): Episódio Only a Dream: Part 1 (2003) (TV) (voz)... Penny
- What is it? (2005) (voz)...Snail
- Don't Come Knocking (2005)...Amber
- A Year and a Day (2005)...Lola
- Wild Tigers I Have Known(2006)...Mãe de Logan
- Masters of Horror (2006, TV) Episódio: Estrada da morte (Pick me up)... Stacia
- Humboldt County (2007)...Bogart